# Ghost Rider (film)
Ghost Rider è un film del 2007, scritto e diretto da Mark Steven Johnson, basato sull'omonimo personaggio dei fumetti, pubblicato dalla Marvel Comics e creato da Gary Friedrich, Michael Ploog e Roy Thomas.
Nel cast del film figurano Nicolas Cage, da sempre fan dei fumetti Marvel e DC, nel ruolo del personaggio principale ed Eva Mendes nei panni della reporter, Roxanne. Gli antagonisti principali sono interpretati da Wes Bentley e Peter Fonda. Nel film compare anche Sam Elliott, già interprete del Generale Ross in Hulk (altro film Marvel), nel ruolo di Carter Slade, il guardiano del cimitero che nasconde una doppia identità.
Dal film è stato tratto un videogioco omonimo sviluppato dalla 2K Games per le piattaforme PlayStation 2, PlayStation Portable e Game Boy Advance. La sua trama è stata scritta dagli sceneggiatori di fumetti Garth Ennis e Jimmy Palmiotti ed è liberamente ispirata alle vicende del film.
Il film è uscito nelle sale degli Stati Uniti d'America il 16 febbraio 2007 distribuito dalla Sony Pictures, mentre in Italia esattamente un mese dopo, il 16 marzo 2007, distribuito dalla Columbia Pictures, sempre di proprietà della Sony.

## Trama
Tra le molte leggende tramandate nel West, ce n'è una antica che parla del Ghost Rider, un'entità demoniaca che il Diavolo associa a un essere umano tramite un contratto; in questo modo il Centauro (traduzione approssimativa dell'inglese Rider) può camminare in mezzo agli uomini e agire come cacciatore di taglie personale del Demonio, allo scopo di raccogliere le anime dannate e ottenere in cambio la propria redenzione.
Alla fine del XIX secolo, Carter Slade, l'ex Texas Ranger divenuto il Ghost Rider dell'epoca, avrebbe dovuto riscuotere il proprio contratto consegnando le anime dannate dei mille abitanti della cittadina di San Venganza a Mefistofele in persona. Quando tuttavia Carter scopre che il contratto avrebbe consentito a Mefisto di dominare l'umanità intera, si rifiuta e fugge nascondendo il documento.
Nel 1986 Barton Blaze, famoso motociclista, esegue delle spericolate esibizioni con suo figlio Johnny. Durante una delle loro prove, Johnny commette un'imprudenza per attirare l'attenzione di Roxanne Simpson, la ragazza di cui è innamorato, e il padre lo rimprovera aspramente. Poco dopo Johnny si incontra con Roxy, la quale gli dice di dover partire. Saputo ciò le propone di partire insieme all'avventura e si danno appuntamento per realizzare il loro intento. Johnny torna a casa e scopre che a suo padre è stato diagnosticato un cancro incurabile. Mentre medita sul da farsi, gli appare Mefistofele che gli propone un patto: la propria anima per la guarigione del padre. Johnny accetta e suo padre torna in ottima salute. Tuttavia, quando torna ad esibirsi, ha un incidente e muore. Infuriato, Blaze va alla ricerca di Mefistofele, il quale ride malignamente di lui, ricordandogli che gli aveva promesso solo la guarigione del padre, che però sarebbe stato d'intralcio se fosse vissuto a lungo per le oscure trame che stava macchinando: un giorno sarebbe venuto a riscuotere il suo credito. A causa del suo vincolo con Mefistofele, Johnny dovrà rinunciare agli affetti e alla sua vita di relazioni per timore di ritorsioni verso i suoi cari, per cui non si presenta all'appuntamento con Roxy.
Ventuno anni dopo, Johnny è diventato un famoso stuntman. Il giorno del suo grande salto egli subisce un incidente mortale, uscendone però incolume. Giorni dopo, prima di tentare un salto di 90 metri, incontra l'affascinante Roxanne, diventata giornalista televisiva, alla quale concede (contrariamente alle sue abitudini) un'intervista. Dopo aver fatto il salto con successo va da Roxy e la invita a cena. Intanto in una città vicina Blackheart, uno spietato e temuto demonio figlio di Mefistofele, fa una strage di civili insieme ad altre anime dannate fuggite dall'inferno, i Nascosti, cercando il contratto di San Venganza. Allora Mefistofele capisce che è il momento di chiedere aiuto a Johnny.
La sera il Diavolo si rivela e spiega a Johnny che è il momento di servirlo: se vuole liberarsi dalla maledizione dovrà uccidere Blackheart e gli altri demoni. E così Johnny si trasforma in uno scheletro infuocato e inizia a viaggiare sulla sua moto, anch'essa infuocata, che lo porta da Blackheart e i suoi scagnozzi. Dopo un breve scontro, Ghost Rider uccide il demonio della terra Gressil, trasformandolo in una statua di vetro, dimostrando la sua super-forza e la sua immortalità. A cavallo della sua moto inizia a girare la città e salva la vita ad una ragazza in pericolo usando lo sguardo di penitenza sul malvivente. Alla luce del giorno torna normale e incontra il custode di un cimitero, questi gli spiega tutto e per Johnny è il momento di continuare la caccia al suo nemico. Tornato in città, Blaze vede i danni che ha fatto la notte passata e nota Roxy che sta facendo un servizio; cerca di scusarsi per l'appuntamento mancato, ma la donna è veramente arrabbiata e non lo perdona. Nel frattempo, uno degli agenti della polizia trova la targa della moto di Johnny.
Tornato a casa sua Johnny si mette a leggere dei libri sugli angeli caduti ma improvvisamente arriva Roxy. Johnny le racconta la verità, ma lei non crede alla sua storia. Uscendo, Blaze viene arrestato per i fatti della sera prima e portato in cella. Gli altri carcerati lo picchiano; infuriato, si trasforma nel Rider, sconfigge i suoi nemici, divorandone le anime (tranne al detenuto più giovane in quanto non lo ritiene malvagio) e scappa dal carcere, inseguito dalla polizia. Blackheart manda il demonio del vento Abigor sulle tracce del Rider e inizia una battaglia in città. Ghost Rider, dopo averlo sconfitto, riscaldando l'aria, scende un attimo dalla moto per parlare con Roxanne (che ha capito che è lui), ma l'intervento delle autorità lo costringe a fuggire. Da lontano Blackheart ha visto tutto ed ha capito che lei è il punto debole di Johnny, allora decide di rapire la ragazza e rivelarlo a Johnny per fare in modo che lui gli porti il contratto di San Venganza, altrimenti la ucciderà. Jonny scopre che lo sguardo di penitenza non funziona su di lui, in quanto non ha un'anima.
Johnny quindi torna al cimitero, si fa consegnare dal custode (che non è altri che Carter Slade, l'ex Ghost Rider) il contratto. Il custode si trasforma l'ultima volta per accompagnare Johnny a San Venganza, dove viene attaccato dal demone d'acqua Wallow, l'ultimo alleato di Blackheart, riuscendo tuttavia ad ucciderlo, facendolo evaporare, rivelando che le fiamme del Rider non possono essere spente dall'acqua. Quindi si reca da Blackheart e libera Roxy e consegnando il contratto. I due si affrontano, ma Blackheart usa il contratto per assorbire le 1000 anime e trasformarsi in un demonio chiamato Legione (viene qui ripresa la frase evangelica: «ci chiamano Legione perché siamo in molti»). Dopo una lunga battaglia, Ghost Rider usa lo sguardo di penitenza per rivoltare contro le anime del corpo di Blackheart il male che hanno fatto, uccidendo quest'ultimo (ora che ne ha molte in corpo). Mefistofele arriva, si complimenta con Johnny e si prepara a toglierli la maledizione, ma il motociclista decide di tenersela per vendicarsi di lui. Mefistofele gli promette vendetta e porta via con sé il corpo di Blackheart. Johnny decide di continuare la carriera di Ghost Rider per combattere il male, anche se per fare ciò è costretto a lasciare Roxy un'altra volta.

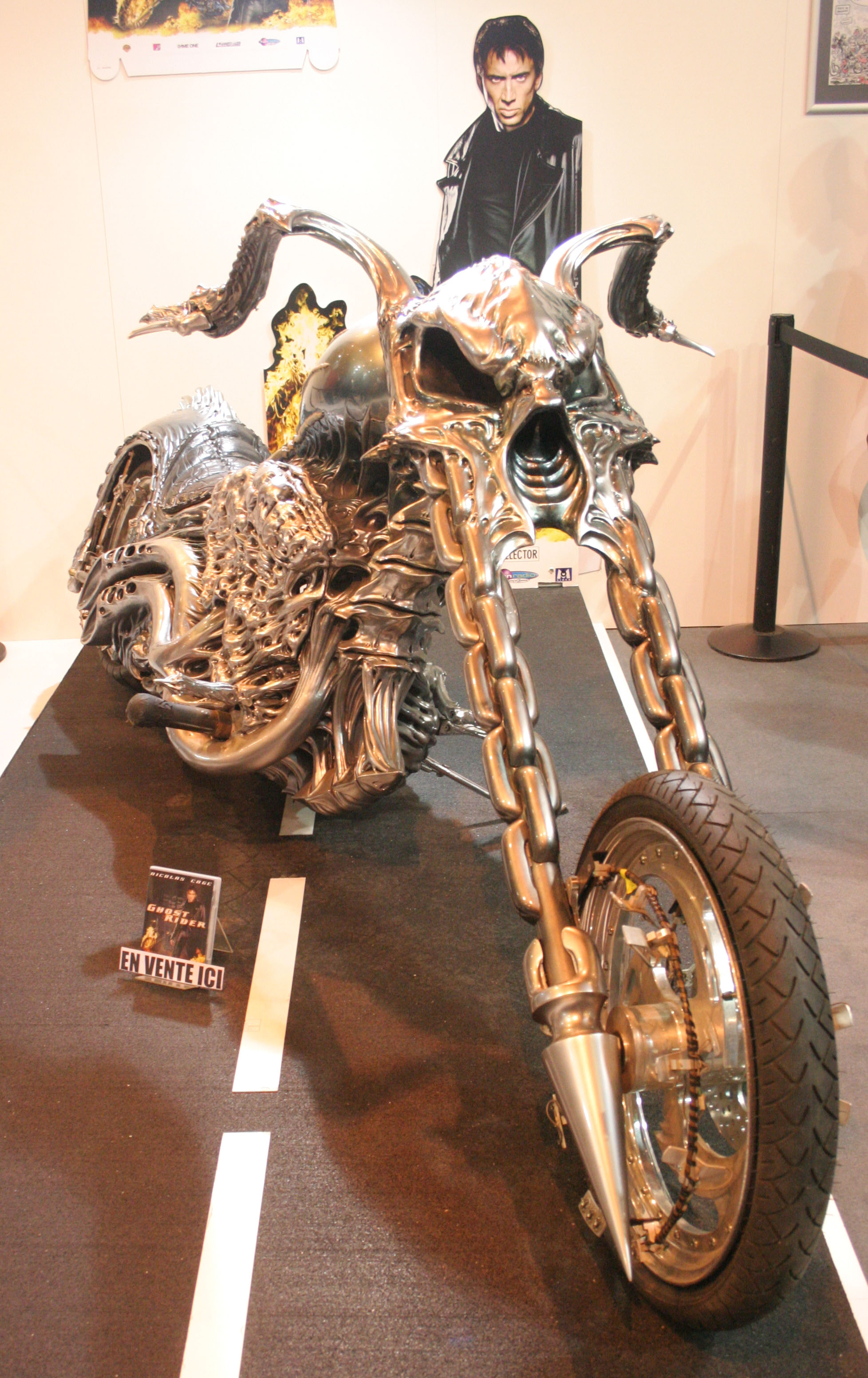
L'Hellcycle usata nel film.

## Produzione
Lo sviluppo del film inizia nel 1992 e, dopo anni di discussioni e di ricerca di potenziali distributori, nel maggio del 2000 i Marvel Studios strinsero un accordo con la Crystal Sky Entertainment per realizzare un adattamento del fumetto di Ghost Rider. Jon Voight salì a bordo del progetto come attore e produttore, mentre Johnny Depp espresse interesse per il ruolo del protagonista.
Nell'agosto del 2000 la Dimension Films iniziò a cofinanziare la pellicola, scritta da David S. Goyer e diretta da Stephen Norrington. Nicolas Cage entrò nel cast nel ruolo del protagonista. Nel 2001 Stephen Norrington abbandonò la regia per impegnarsi in altri lavori; nel 2002 la Columbia Pictures si accaparrò i diritti del personaggio. Nel 2003 Mark Steven Johnson venne chiamato alla regia; il regista riscrisse la sceneggiatura di Shane Salerno con la data d'inizio riprese fissata per la fine del 2003 o l'inizio del 2004.
Le riprese del film iniziarono il 14 febbraio 2006 nella città di Bacchus Marsh, in Australia. Il budget fu di circa 110000000 $.

## Colonna sonora
La colonna sonora del film è stato composto da Christopher Young.

### Tracce
1. Ghost Rider
2. Blackheart Beat
3. Artistry in Death
4. A Thing for Karen Carpenter
5. Cemetery Dance
6. More Sinister Than Popcorn
7. No Way to Wisdom
8. Chain Chariot
9. Santa Sardonicus
10. Penance Stare
11. San Venganza
12. Blood Signature
13. Serenade to a Daredevil's Devil
14. Nebuchadnezzar Phase
15. The West Was Built on Legends

Nella colonna sonora è compresa anche la canzone Ghost Riders in the Sky degli Spiderbait.

## Distribuzione

### Edizioni home video
Il DVD è disponibile in due versioni, sia a disco singolo che a doppio disco con una versione estesa del film che consta di 13 minuti di scene in più. Distribuito dalla Sony Pictures, il film è stato presentato sul mercato con i seguenti contenuti speciali:
- Commento audio del regista Mark Steven Johnson e del supervisore agli effetti visivi Kevin Mack;
- Commento audio del produttore Gary Foster;
- Trailers;
- Animatics;
- Dietro le quinte;
- "Sin & Salvation, l'origine di Ghost Rider": il fumetto dagli anni 1970 al 2000.

I formati DVD, Blu-ray Disc e Universal Media Disc del film sono stati messi in commercio negli Stati Uniti a partire dal 12 giugno 2007. In Italia il film è stato messo sul mercato in DVD (solo nella versione a disco doppio) e Blu-ray il 28 agosto 2007.

## Accoglienza
Ghost Rider ha ricevuto recensioni generalmente negative dalla critica cinematografica. Sul sito aggregatore di recensioni Rotten Tomatoes, ha un'approvazione complessiva di solo il 27% da parte della critica, sulla base di 140 recensioni con un voto medio di 4,2 su 10. Particolarmente criticate sono state la trama, gli effetti speciali e la rappresentazione di Ghost Rider, anche se alcuni elogi sono andati alla colonna sonora e alla performance di Nicolas Cage. Il film inoltre ha incassato 115.802.596 milioni di dollari negli Stati Uniti e 4.024.178 in Italia. Nel complesso gli incassi ammontano a 228.738.393 milioni a fronte di un budget di 110 milioni di dollari.

## Citazioni e riferimenti
- La storia cita il Faust, personaggio delle storie popolari tedesche che fece un patto con il demonio Mefistofele per ottenere conoscenza e giovinezza in cambio dell'anima.
- Il chopper di Johnny Blaze è la fedele riproduzione della "Capitan America", la moto di Peter Fonda (che in questo film interpreta Mefistofele) nel film Easy Rider[20].
- Il personaggio di Johnny Blaze si ispira fortemente a Evel Knievel, uno dei più celebri stuntman motociclisti americani.[21][22][23]
- Quando Roxanne va per la prima volta a casa di Johnny, nota appesi al muro alcuni manifesti di suoi show motociclistici: uno di questi porta il nome di "Daredevil", personaggio Marvel della cui trasposizione cinematografica è regista lo stesso Mark Steven Johnson.
- In una scena a casa sua, Johnny guarda in TV una scena del cartone animato Disney Danza degli scheletri.
- Nella scena in cui BlackHeart raccoglie in sé le anime dannate pronuncia la frase «Mi chiamo Legione perché siamo in molti», citazione del Vangelo secondo Marco, episodio in cui Gesù libera l'indemoniato da Legione.